# Musée afro-brésilien de Salvador
Le musée afro-brélien de Salvador ou Museu Afro-Brasileiro de Salvador au Brésil, est une institution qui a pour objet de défendre, d'étudier et de diffuser tout ce qui se rapporte aux thèmes afro-brésiliens.

## Historique
Il a été inauguré le 7 janvier 1982 par le directeur du Centre pour les études afro-orientales (Centro de Estudos Afro-Orientais ou CEAO), Yeda Pessoa de Castro, grâce à un accord entre les ministères des Affaires étrangères et de l'Éducation et de la Culture du Brésil, le gouvernement de Bahia, la ville de Salvador et l'université fédérale de Bahia,.

## Collection
Ce musée, assez modeste, présente une collection d'expositions originales ou d'objets d'inspiration africaine, dues soit à la création et à la technologie, soit aux arts et aux religions. Dans ce domaine, il dispose notamment d'une collection d'objets brésiliens liés à la religion afro-brésilienne à Bahia,. Cette collection comprend ainsi des statuettes, des jeux, des instruments de musique, des céramiques et des armes originaires d'Afrique de l'Ouest (Ghana, Mali, Bénin, Nigeria, etc.), d'Afrique centrale (Congo...), d'Afrique australe (Angola...), des masques du royaume du Dahomey, des photos de Pierre Verger, ou encore des costumes, photos et panneaux sculptés de candomblé.

## Localisation
Le musée est contigu à l'académie de médecine.

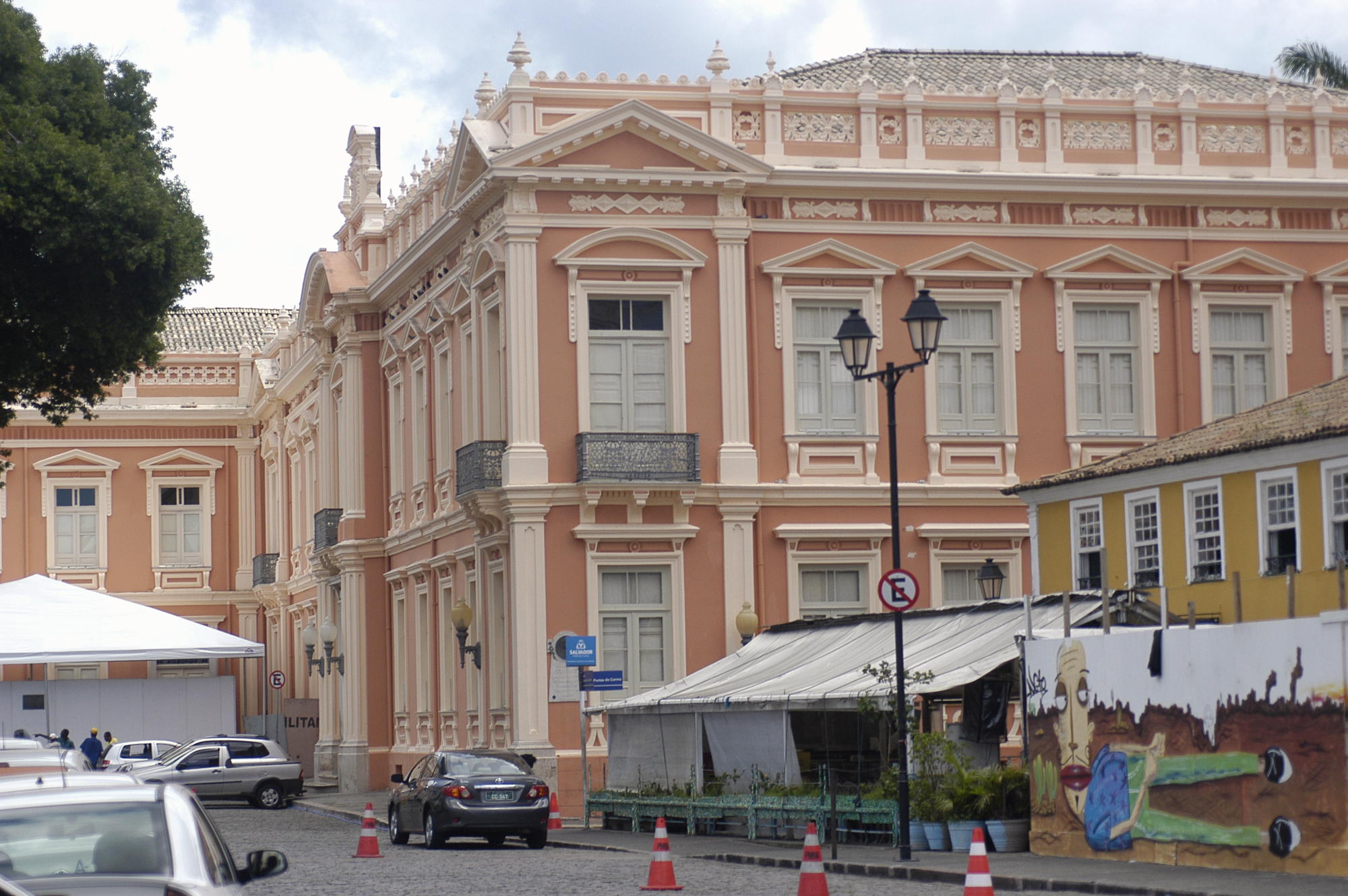
Académie de médecine
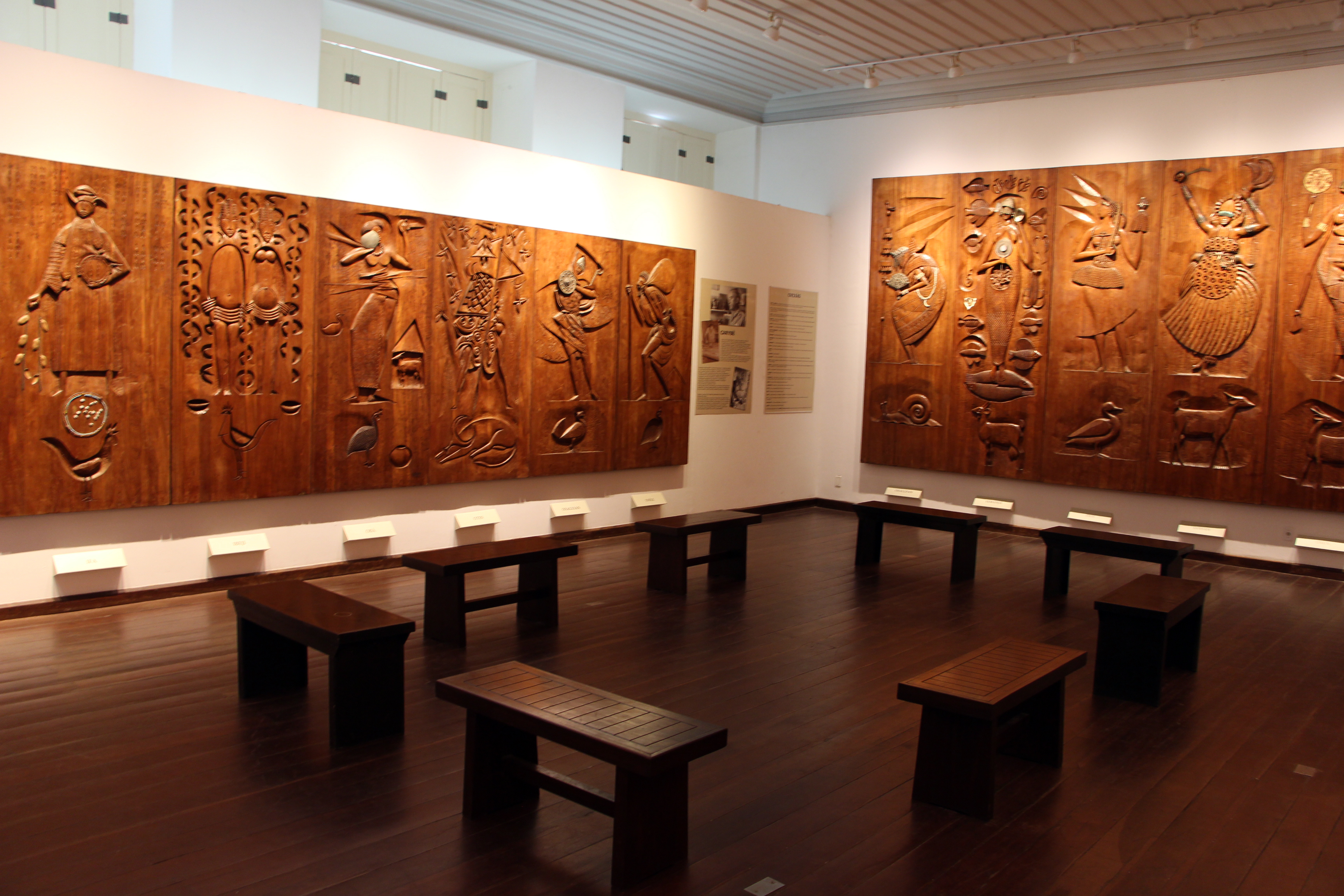
Panneaux sculptés de candomblé
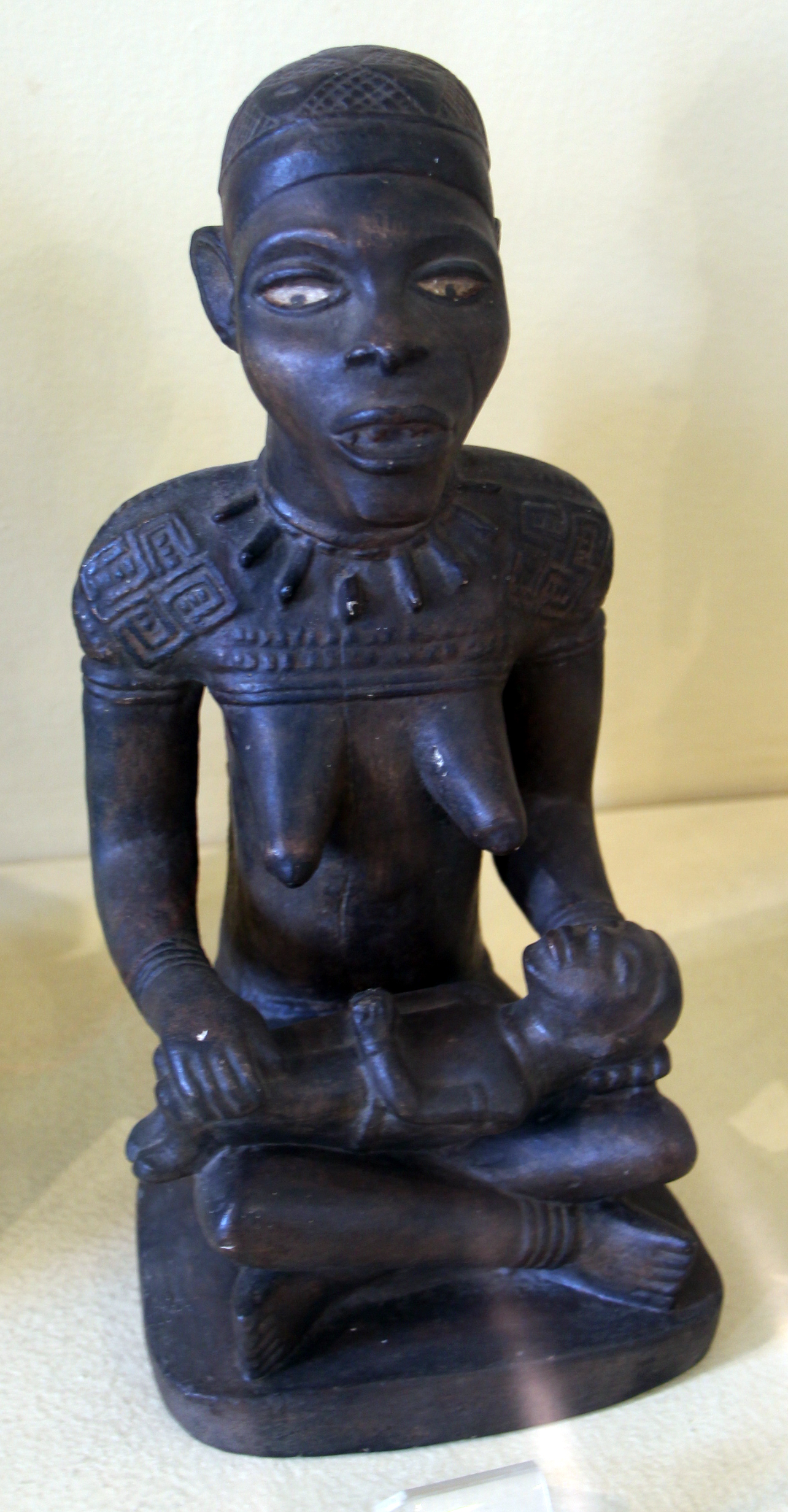
Statuette d'Angola
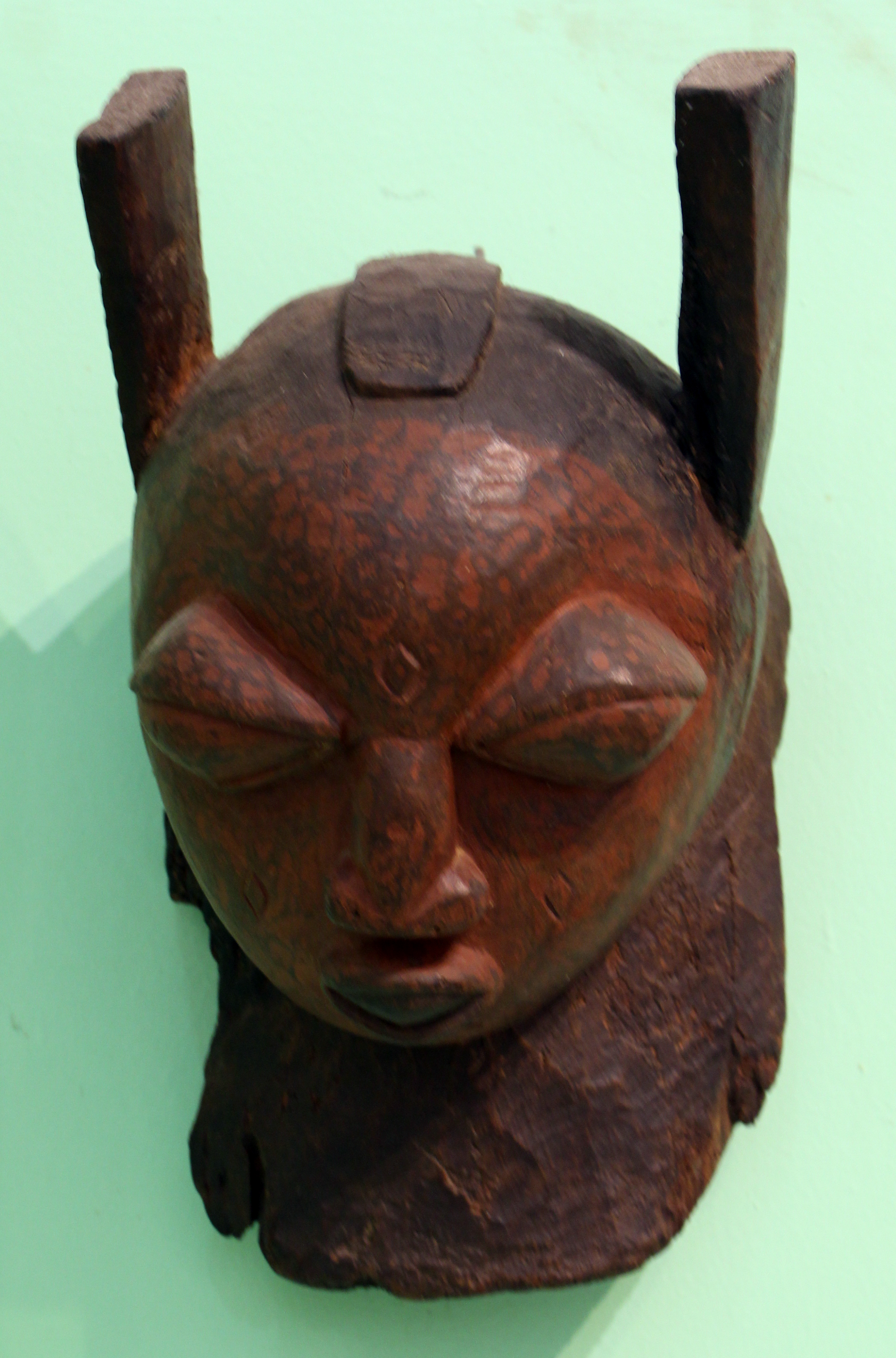
Masque du royaume de Dahomey